# Ойген фон Галачі
Ойген фон Галачі (нім. Eugen von Halácsy, угор. Halácsy Jenő 1842–1913) — австрійський ботанік та лікар угорського походження.

## Біографія
Ойген фон Галачі народився у 1842 році.
У 1865 році Галачі здобув докторський ступінь у галузі медичних наук у Відні, і до 1896 року був лікарем загальної практики у Відні. У 1912 році він здобув почесний докторський ступінь в Афінському університеті. Галачі описав понад 400 видів рослин.
Ойген фон Галачі помер у 1913 році.

## Наукова діяльність
Ойген фон Галачі спеціалізувався на папоротеподібних, мохоподібних та на насіннєвих рослинах.

## Публікації
- Conspectus florae Graecae / 1. Lipsiae: Engelmann, 1901[4].
- Conspectus florae Graecae / 2. Lipsiae: Engelmann, 1902[4].
- Conspectus florae Graecae / 3. Lipsiae: Engelmann, 1904[4].
- Botanische Ergebnisse einer im Auftrage der Hohen Kaiserl Akademie der Wissenschaften unternommenen Forschungsreise in Griechenland. Wien, In Commission bei F. Tempsky, 1894[5].
- Flora von Niederösterreich. Zum Gebrauche auf Excursionen und zum Selbstunterricht bearbeitet von Eugen von Halácsy. Prag, F. Tempsky, 1896[5].